# Trogon personatus
Trogon personatus là một loài chim trong họ Trogonidae.